# Stenomacrus hilaris
Stenomacrus hilaris là một loài tò vò trong họ Ichneumonidae.